# ملعب مورتا
ملعب مورتا أو استاد مورتا هو ملعب يقع في مدينة كادوقلي في السودان و يعتبر الملعب الأساسي لفريق هلال كادوقلي
و يتسع الملعب لحوالي 2,500 متفرج.

## وصلات خارجية
- ملعب كادوقلي - kooora.com